# Animali della Terra di Mezzo
Nelle opere fantasy di J. R. R. Tolkien sulla Terra di Mezzo, vengono descritti diversi animali e altre creature frutto dell'immaginazione dell'autore, che vengono di seguito elencati.

## Aquile
Le aquile furono create da Manwë. Esteriormente si presentano come delle normali aquile, ma di dimensioni molto superiori. Le aquile sono dotate di intelligenza e della facoltà di comunicare con le altre creature di Arda. Le aquile più famose sono: Thorondor, il re delle aquile; Gwaihir, il "signore dei venti"; e Landroval.

## Buoi di Araw
I buoi di Araw sono dei grandi buoi bianchi che vivono vicino al mare di Rhûn. Essi sono così chiamati dagli uomini di Gondor, che li associano al Vala Oromë, chiamato da loro anche come "Araw". Vorondil creò un corno usando una delle corna di un bue di Araw. Il "Corno di Gondor" divenne poi un cimelio di famiglia dei Sovrintendenti di Gondor. Ne Il Signore degli Anelli il Corno viene consegnato a Boromir e si rompe al momento della sua morte.

## Cavalli

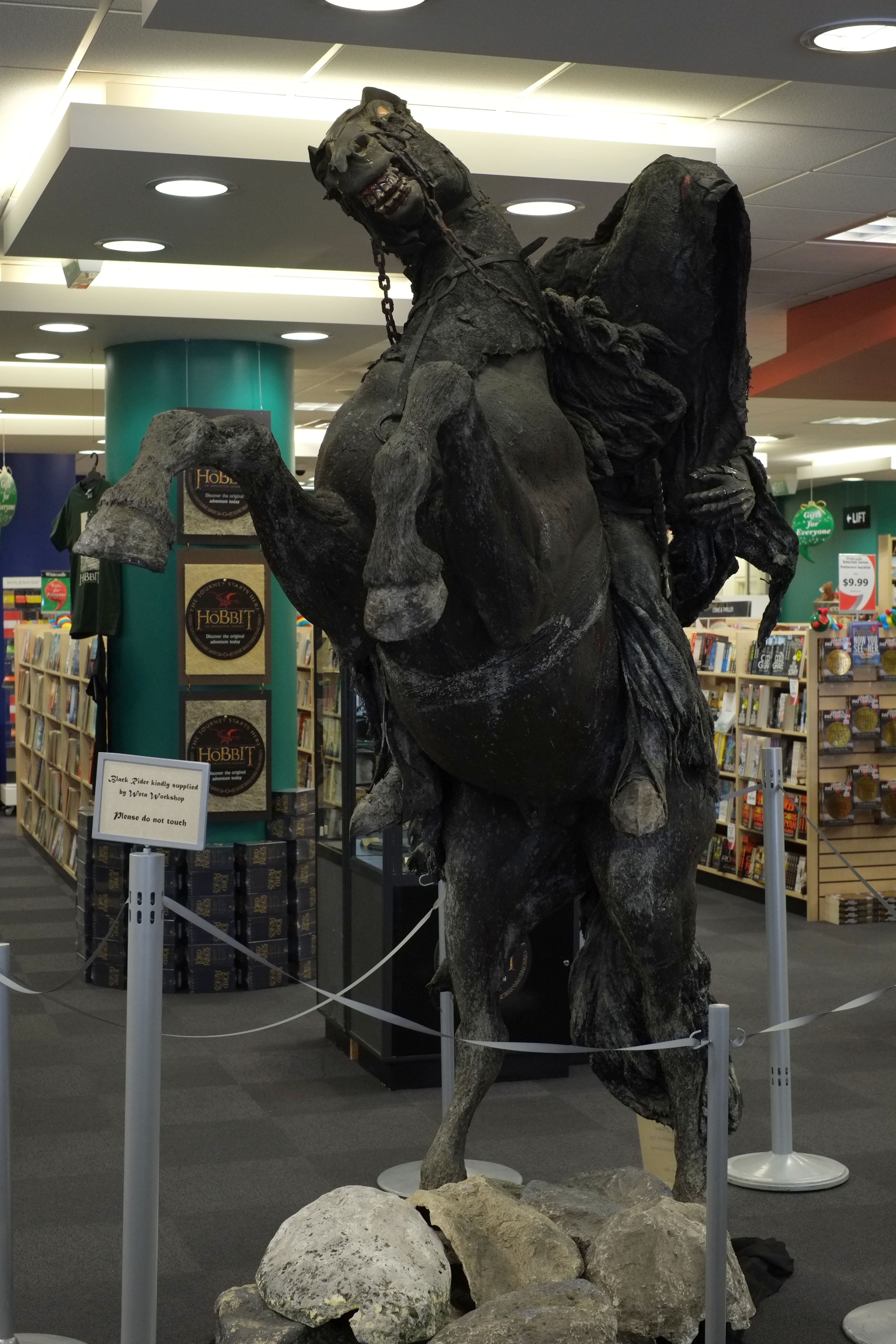
Nazgûl a cavallo

Sono numerosi i cavalli, i destrieri e i pony presenti nel legendarium tolkieniano. Molti di essi sono dei comuni cavalli, allevati principalmente dai Rohirrim, mentre altri hanno delle facoltà o capacità fisiche superiori, che variano anche in funzione del loro padrone; esempi di questi li si ritrova nei destrieri elfici e in quelli dei Nazgûl (normali cavalli catturati a Rohan ma allevati dai cavalieri neri in modo da resistere al loro potere maligno).
Qui segue una lista dei cavalli e destrieri presenti in Arda. Tolkien idea molti personaggi fra queste nobili creature, alcune anche bizzarre, le quali sono onnipresenti nelle vicende degli eroi.
I migliori destrieri della Terra di Mezzo appartengono alla razza dei Mearas. Sono cavalli dotati di una grande intelligenza, una velocità superiore a quella di qualunque altro cavallo della Terra di Mezzo, ed una maggiore longevità. Si dice che furono creati da Oromë (che possedeva un cavallo leggendario, Nahar), ed egli li portò poi con sé sulla Terra di Mezzo. Tra i Mearas più importanti si ricordano Felaròf, il primo dei Mearas; e Ombromanto, il "principe dei cavalli".
Uno di essi, fu catturato da Léod, signore degli Éothéod (nome attribuito alla popolazione che in seguito prese possesso del Mark di Rohan); Léod tentò di domarlo e cavalcarlo, ma morì provandoci, poiché il cavallo, una volta montato lo trascinò via, facendogli urtare il cranio su d'una pietra e provocandone la morte.

Eorl, figlio di Léod, volle vendetta e per molto inseguì l'animale, ma quando ebbe la possibilità di ucciderlo, non lo fece, chiese però che il debito del cavallo per la scomparsa del padre, venisse saldato con la sua sottomissione a vita.

L'animale, comprendente il linguaggio degli uomini, accettò, così Eorl poté cavalcarlo, dandogli il nome di Felaròf.

La stirpe di Felaròf venne chiamata Mearas, e questa servì solo ed esclusivamente la famiglia dei Re del Mark, eccezion fatta per Ombromanto che si fece cavalcare da Gandalf.

L'ultimo dei Mearas ad essere citato ne Il Signore degli Anelli è Nevecrino, cavallo di re Théoden, il quale con esso e per esso muore, nella Battaglia dei Campi del Pelennor.
La parola mearas, il cui singolare mearh non viene mai adoperato nelle opere di Tolkien, proviene dalla lingua Anglo-Sassone e significa cavalli.

### Asfaloth
Frodo è stato ferito dal Re Stregone a Colle Vento, ma Gran Burrone è troppo distante per raggiungerla a piedi in un tempo sopportabile allo Hobbit, ed inoltre i Nazgûl lo cercano incessantemente. Per fortuna della piccola compagnia giunge il potente Glorfindel (nel film Arwen), con il suo destriero elfico, Asfaloth. Egli fa montare Frodo sul suo cavallo, il quale lo conduce attraverso le selve sino al Guado del Bruinen, superando in rapidità persino i destrieri dei Nazgûl.

### Brego
Brego è il cavallo bruno di Aragorn. Compare solo nell'adattamento cinematografico di P. Jackson. Gli fu regalato da Éomer, in quanto orfano del suo precedente padrone, massacrato dagli Uruk-hai. Aragorn l'ha chiamato Brego come uno dei figli di Eorl Il Giovane, perché Brego possiede una fierezza e un coraggio
degno di un re. Brego e Aragorn sono molto amici e non si sono mai abbandonati. Basti pensare che quando Aragorn cadde in burrone trascinato da un mannaro, Brego seguì il fiume per salvarlo. Insieme hanno combattuto la battaglia del Fosso di Helm, la battaglia dei Campi del Pelennor e la battaglia dei Cancelli del Morannon.

### I pony di Beorn
Allorché Bilbo Baggins, Gandalf e i tredici Nani dovettero dipartirsi dalle terre di Beorn, lo strano uomo affidò loro alcuni pony che potessero aiutarli durante il tragitto. Tuttavia, i viaggiatori, non appena fossero giunti ai confini del Bosco Atro, avrebbero dovuto rimandarglieli poiché Beorn teneva molto alle sue bestie. I Nani inizialmente non volevano accondiscendere, ma Gandalf li convinse che era più saggio non inimicarsi Beorn.

### Bill
Durante la sosta dei tre Hobbit a Brea, i Nazgûl penetrano nella locanda spaventando tutte le bestie presenti, compresi i cavalli di Merry, che fuggono per le vie della città. Il giorno dopo, per poter dipartirsene da Brea, dunque, gli Hobbit acquistano un cavallo su cui caricare i propri fardelli; ad offrirgliene uno è Billy Felci, un traditore al servizio di Saruman, come si scopre in seguito. Il pony che vende loro per un prezzo decisamente elevato, Bill, è una bestia malandata, che tuttavia sotto le cure di Samvise Gamgee si riprende accompagnando la Compagnia dell'Anello sino alle Miniere di Moria, dove però fugge spaventato dall'Osservatore nell'acqua. Attraverso sentieri selvaggi fa ritorno a Brea, dove Sam lo reincontrerà al termine delle sue avventure.

### Il destriero della Bocca di Sauron
Questo cavallo compare solo nel capitolo de Il ritorno del re "Il Cancello Nero si apre". A quanto risulta dalla descrizione dello scrittore, questo destriero cavalcato dalla Bocca di Sauron era enorme ed orribile, tanto da non assomigliare nemmeno ad un cavallo; il suo muso era più simile ad un teschio, ed emetteva strane esalazioni dalle narici.

### Felaróf
Felaróf è il nome che Eorl diede al cavallo che uccise suo padre. Difatti quando Léod, padre del futuro re del Mark, tentò di domare questo fiero cavallo, la bestia s'imbizzarrì e lo fece cadere su uno sperone roccioso. Eorl inseguì a lungo l'animale, ma quando lo raggiunse non lo uccise, bensì lo sottomise e lo rinominò Flagello; e da allora la stirpe di Felaróf appartenne ai Re di Rohan e non accettò altri padroni. L'unica eccezione fu Ombromanto.

### Grassotto Bozzolo
Grassotto Bozzolo è un pony appartenente a Tom Bombadil. Questi lo cura come se fosse una vera persona; a quanto traspare dalla narrazione, è una bestia piuttosto intelligente che infonde coraggio ai suoi simili, come ad esempio i pony di Meriadoc Brandibuck.

### Hasufel e Arod
Dopo il massacro degli Orchi innanzi alla Foresta di Fangorn, Aragorn e i suoi due compagni s'imbatterono nei cavalieri di Rohan condotti da Éomer. Dopo una lunga discussione basata su vari argomenti, il Terzo Maresciallo comprese che i tre viandanti non erano nemici e, per raggiungere la reggia di Edoras dopo aver sbrigato i propri affari, donò loro due cavalli. Questi (orfani dei loro padroni, morti durante lo scontro con gli Orchi) si chiamavano Hasufel e Arod, e accompagnarono i tre amici per lungo tempo (almeno nel caso di Arod, sin oltre i Sentieri dei Morti).

### I pony di Merry Brandibuck
Merry conduce al di fuori della Contea cinque pony, che accompagnano gli Hobbit sino a Brea, dove poi fuggono terrorizzati dai Nazgûl; in seguito l'oste della locanda di Brea li recupera e li riaffida al loro legittimo padrone. Nella sosta a casa di Tom Bombadil, lo strano personaggio affibbia loro nomi singolari: Orecchie-aguzze, Saggio-naso, Coda-fischio, Zotico e Calze-bianche. Questi pony sono cinque forse per un'imprecisione di Tolkien che testimonia delle precedenti versioni dell'opera: inizialmente, infatti, Fredegario Bolgeri avrebbe dovuto partire con gli altri Hobbit, ma quando venne deciso che sarebbe invece rimasto nella Contea, i quattro Hobbit partirono comunque con cinque pony.

### Nahar
Nahar è il destriero del Vala Oromë. Gli Eldar dicevano che il suo nome derivava dal suono del suo nitrito. Il cavallo era più bianco della neve di giorno e grigio argento di notte, e aveva degli zoccoli dorati. In sella a Nahar, Oromë spesso vagò sulla Terra di Mezzo a caccia di Morgoth e dei suoi servi; perciò quest'ultimo, per sviare gli Elfi appena destati nelle terre di Cuiviénen, inviò spiriti in forma di cavalieri a compiere atti malvagi contro le genti elfiche, cosicché molti Eldar si sarebbero spaventati alla vista del Vala.

### I destrieri dei Nazgûl
Per spostarsi al meglio nella Terra di Mezzo, i Nazgûl di Sauron avevano bisogno di cavalli potenti e rapidi. Così probabilmente i Nove ordinarono agli Orchi, nel corso delle scorribande a Rohan, di rapire dei destrieri neri, che poi avrebbero allevato a Mordor, inculcando in essi il terrore dei loro padroni; i cavalli dei Nazgûl erano le uniche bestie (oltre ad Ombromanto) in grado di resistere alla malvagità degli Spettri, molto probabilmente perché cresciuti da questi.

### Nevecrino
Nevecrino (Snowmane) è il cavallo appartenuto per lungo tempo a Re Théoden di Rohan. Era un destriero nobile, dal manto bianco, presumibilmente appartenente alla razza dei Mearas; non temeva le battaglie, ed era molto veloce, più dei normali destrieri rohirrim. Tuttavia, nella battaglia dei Campi del Pelennor, un Nazgûl alato lo avvelenò con una freccia, ed egli cadde sopra il suo padrone, uccidendolo. Nell'agonia però rantolò lontano dal Re.

### Ombromanto

Ombromanto in una scena del film Il Signore degli Anelli - Le due torri.

Ombromanto (Mantombroso nella nuova traduzione de Il Signore degli Anelli; in originale Shadowfax) è un cavallo di Arda, il più grande di tutti i Mearas, domato da Gandalf e a malincuore donatogli (dopo averlo preso in prestito per qualche tempo) da Re Théoden. Secondo la leggenda, i Mearas erano stati portati da Oromë (che i Rohirrim chiamavano Béma) da Valinor alla Terra di Mezzo. Il primo ad essere famoso fu Félaròf, il cavallo di Eorl il Giovane.
Nessun Uomo poteva cavalcare Ombromanto. Questi, infatti, non tollerava briglie e sella, e portava solo Gandalf, per sua scelta, il quale lo ha sempre cavalcato a pelo. Durante la sua vita, Ombromanto ha portato in groppa anche uno Hobbit, Peregrino Tuc e un Nano, Gimli, per un breve periodo durante la Guerra dell'Anello.
Come gli altri Mearas, Ombromanto era uno stallone grigio-argenteo, e poteva capire il linguaggio degli Uomini. Era inoltre apparentemente senza paura, e poteva correre più veloce di qualunque altro cavallo della Terra di Mezzo.
In un epilogo inedito al romanzo e in alcune lettere, Tolkien dice che Ombromanto raggiunse Valinor oltre il Mare con Gandalf, ma nel Signore degli Anelli ciò è solo accennato alla fine del libro, quando Gandalf sta in piedi vicino ad un "grande cavallo grigio", sulla banchina dei Porti Grigi, appena prima di partire, e prima, nel capitolo "Il Cavaliere Bianco", nel quale Gandalf promette che lui ed Ombromanto non si separeranno più.
Nell'adattamento cinematografico de Le due torri e de Il ritorno del re, Ombromanto è interpretato da due grandi stalloni andalusi.

### Roheryn
Roheryn è il possente destriero del Nord che i Dunedain conducono dalla loro terra poiché Aragorn lo cavalchi attraverso i Sentieri dei Morti e Gondor e guidi gli Uomini verso la guerra. È un cavallo coraggioso, come i suoi simili, perché non teme di penetrare nei cunicoli del Dimholt.

### Rochallor
Rochallor è il grande cavallo di Fingolfin, con cui egli si recò al duello contro l'Oscuro Signore Morgoth, sulla soglia di Angband. Animale coraggioso e forte, rimase accanto al suo padrone fino alla fine, quando il re elfico fu ucciso nello scontro. Fu assalito dai mannari di Angband, ma riuscì a fuggire grazie alla sua incredibile velocità e tornò nell'Hithlum; lì, stremato dalla fatica e dal dolore, spirò.

### Stybba
Stybba è il pony di Rohan che trasporta Merry lungo i suoi viaggi nelle terre del Mark. Dopo l'assedio del Fosso di Helm, Merry diviene lo scudiero di Théoden, che gli dona Stybba per potersi spostare accanto a lui nell'esercito.

### Windfola
Prima della partenza dei Rohirrim da Dunclivo per accorrere in aiuto di Gondor, Re Théoden proibisce al suo scudiero Meriadoc Brandibuck di seguire l'esercito perché sarebbe solo un peso per un Cavaliere; ma l'Hobbit trova Dernhelm, un giovane Cavaliere (in realtà Éowyn) che lo trasporta verso la battaglia sul suo grande destriero grigio, Windfola.

### Zoccofuoco
Zoccofuoco (Firefoot) è il destriero di Éomer, il Terzo Maresciallo di Rohan. Su esso, Éomer e Gimli il Nano viaggiano da Edoras sino al Fosso di Helm. Non è chiaro se appartenga o meno alla razza dei Mearas.

## Crebain
I crebain (al singolare craban) sono dei corvi che abitano la terra del Dunland durante la Terza Era. Sono usati come servi e spie in particolare da Saruman. Durante la guerra dell'Anello, Saruman invia uno stormo di crebain a cercare il portatore dell'Unico Anello. La parola craban/crebain è una parola in sindarin e significherebbe per l'appunto "corvo".

## Draghi
I draghi sono creature malvagie create da Morgoth. Molto intelligenti e furbi, sono dotati della parola e hanno un'ottima capacità oratoria. I draghi menzionati da Tolkien sono: Glaurung, il primo drago; Ancalagon, il più potente dei draghi nonché il primo a possedere le ali; Scatha e Smaug, il drago che compare ne Lo Hobbit.

## Kirinki
I kirinki sono una delle molte specie di uccelli che vivevano a Númenor e che erano sconosciute nel resto della Terra di Mezzo. I kirinki erano degli uccellini molto piccoli, con un piumaggio scarlatto e un verso quasi impercettibile all'orecchio umano.

## Olifanti

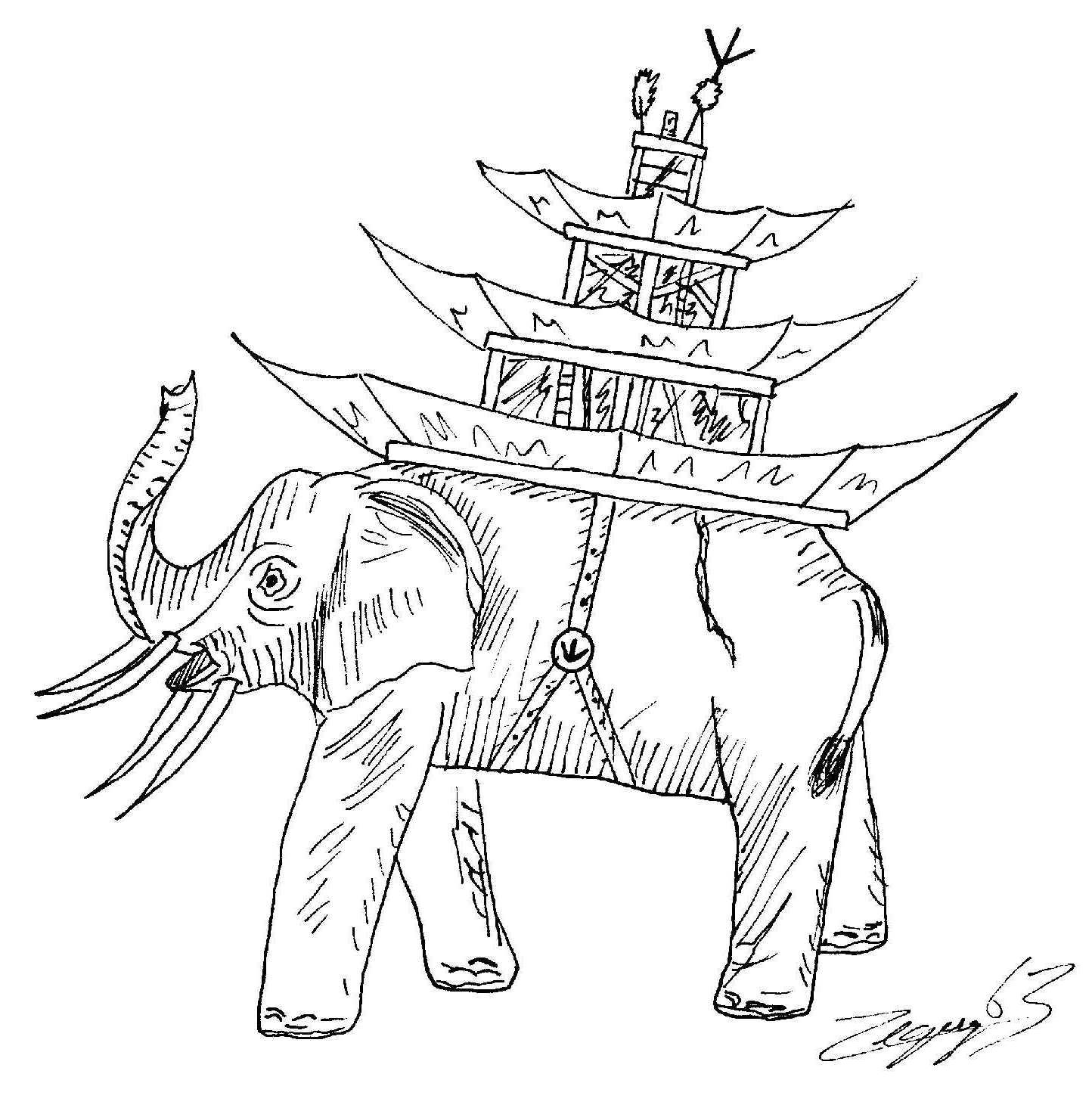
Disegno di olifante

Gli olifanti o mûmakil (al singolare mûmak) sono degli enormi pachidermi originari delle terre dell'Harad. Gli haradrim li utilizzano in battaglia, caricandoli di macchine belliche e di soldati, che combattevano dal dorso di questi enormi animali. Gli olifanti venivano dunque utilizzati per condurre delle cariche che difficilmente potevano essere bloccate, o per bloccare quelle dell'avversario; inoltre per via della loro stazza venivano utilizzati anche come mezzi di trasporto. Sono molto simili a degli elefanti nell'aspetto, ma notevolmente più grandi, con un'altezza che varia dai 15 ai 25 metri; hanno poi delle enormi orecchie, due zanne, e sono di color grigio topo.
Nell'originale inglese la parola usata è oliphaunt, che è una dizione inventata da Tolkien dalla deformazione di olifant, variante arcaica di elephant. Nel capitolo III libro IV del Signore degli Anelli, Sam recita una breve poesia sugli olifanti che è anche inclusa ne Le avventure di Tom Bombadil.
Gli olifanti fanno la loro comparsa per la prima volta nel libro Le due torri (e nel film omonimo) in cui Frodo e Sam li vedono passare sormontati da una torretta piena di uomini.
Nel film Il ritorno del re partecipano invece alla Battaglia dei Campi del Pelennor. Sono guidati dagli Haradrim, o Sudroni, e combattono dunque nelle file di Mordor. Il loro arrivo in battaglia crea lo scompiglio fra le file degli eserciti di Rohan e Gondor, e nei campi del Pelennor gli olifanti spazzano via con le zanne, schiacciano con le zampe e infilzano i combattenti più vicini a loro.

## Ombra alata

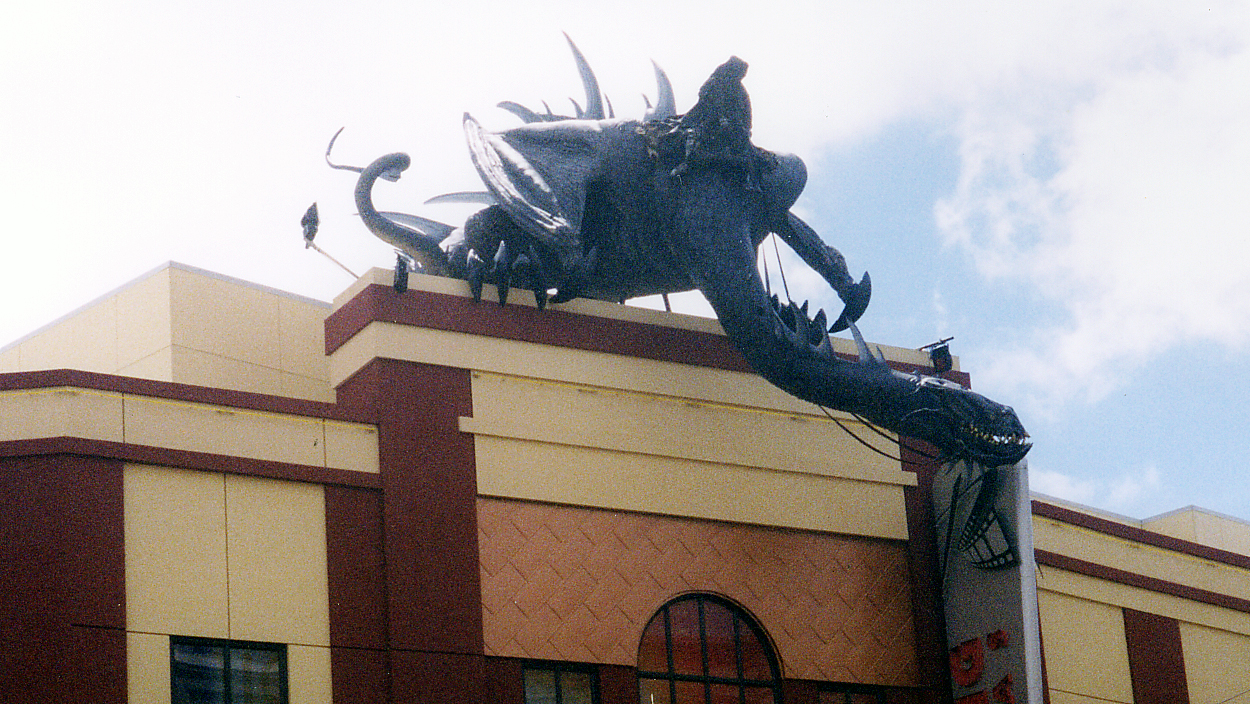
Ricostruzione di un'ombra alata cavalcata da un Nazgûl

Con ombre alate ci si riferisce alle cavalcature alate dei Nazgûl. Il nome non è stato coniato da Tolkien. Durante la battaglia dei Campi del Pelennor la bestia appartenente al Re Stregone di Angmar atterra davanti a Théoden, che si trovava schiacciato dal suo cavallo Nevecrino, e viene così descritta:
(J.R.R. Tolkien, Il Signore degli Anelli, cap. "La battaglia dei Campi del Pelennor")

## Ragni giganti
I ragni giganti sono dei grossi e intelligenti ragni. Compaiono ne Lo Hobbit, nella parte settentrionale di Bosco Atro, dove il re degli Elfi Thranduil tentò di sterminarli ma non ebbe successo, poiché essi si generavano continuamente nella fortezza di Dol Guldur. La compagnia di Thorin Scudodiquercia si imbatté in questi ragni e rimase catturata nelle loro ragnatele; Bilbo Baggins riuscì tuttavia a liberare i suoi compagni nani grazie a Pungolo e all'Anello.
Ne Il Signore degli Anelli si precisa che i ragni di Bosco Atro erano una nidiata di uno dei ragni più famosi, Shelob, che Frodo e Sam incontrano a Cirith Ungol, e che era l'ultima figlia di Ungoliant, uno spirito corrotto da Melkor che assumeva le sembianze di un ragno gigante.

## Warg o mannari
I warg, lupi selvaggi o mannari sono delle creature simili a dei lupi, ma hanno un pelo folto e corto, simile a quello di uno sciacallo; e inoltre possiedono una forza fisica notevolmente superiore a quella dei lupi, e sono dotati di una maggiore velocità, che in accelerazione può superare anche quella dei cavalli. Sono spesso degli alleati degli orchi che li utilizzano anche come cavalcature in battaglia, e sono presenti sia ne Lo Hobbit che ne Il Signore degli Anelli, ma si ritrovano anche in ere precedenti e si pensa siano discendenti dei lupi mannari di Draugluin o dei cani-lupo di Carcharoth.

## Altri

### Carcharoth
Carcharoth è un lupo di Arda. Di questa temibile creatura si conoscono bene le origini: l'Oscuro Signore Morgoth desiderava infatti, per i cancelli della sua fortezza, un guardiano come nessun altro ne aveva mai avuti. Così scelse dalle schiere di lupi mannari appartenenti a Sauron un cucciolo di lupo della stirpe del terribile Draugluin; lo alimentò con carne viva e infuse in tale bestia il suo potere malefico. Così Carcharoth crebbe a dismisura, superando le dimensioni di qualsiasi altro mannaro mai esistito: e Morgoth lo pose ad insonne guardia dei suoi cancelli.
Tuttavia Carcharoth fallì parzialmente nel suo ruolo di guardiano. Quando infatti al suo cospetto giunsero Beren e Lúthien, trascinati in quel luogo da un Fato maggiore, il mostro venne addormentato dai poteri soporiferi del manto di Lúthien (in realtà la sua lunga chioma nera). Cosicché i due innamorati penetrarono in Angband, sottraendo al Nemico uno dei tre preziosi Silmaril che portava incastonati nella corona.
Ma all'uscita il Mortale e la fanciulla elfica dovettero affrontare nuovamente il lupo, ora sveglio; la donna era troppo debole per addormentare ancora Carcharoth. Così Beren si affidò al potere della Gemma e la pose innanzi al muso del lupo, sperando che la luce sacra lo intimidisse; ma non fu così. Carcharoth con un morso staccò la mano dell'Uomo, ingoiando il gioiello; il potere della gemma era però talmente grande da bruciare le viscere della bestia e da farla impazzire. Carcharoth lasciò dunque il suo compito e, posseduto dal dolore, calò dal Nord, uccidendo qualunque creatura gli si parasse innanzi, sia servi che nemici di Morgoth.
Beren si salvò dalla morte causata dal veleno delle zanne del lupo e venne condotto dal cane Huan e da Lúthien nel Doriath, dove sposò l'amata; tuttavia la loro pace venne turbata dall'arrivo di Carcharoth, prossimo ai confini del Doriath. Così l'Uomo partì per la Caccia al Lupo, la più pericolosa battuta di caccia mai intrapresa nella Terra di Mezzo; assieme a lui andarono Re Thingol, padre di Lúthien, Mablung dalla Mano Pesante e Beleg Cùthalion, oltre al cane di Valinor, Huan. Dura fu la caccia; essi raggiunsero infine il lupo nei pressi di una cascata dove il lupo tentava di placare il dolore che lo dilaniava bevendo avidamente l'acqua pura; appena percepì l'arrivo dei cacciatori, si nascose. Quando essi furono a portata, Carcharoth balzò su Thingol, ma Beren parò il Re col proprio corpo, e i venefici denti del lupo lo trafissero al petto, così che Beren il Monco morì. Huan, visto l'accaduto, si scagliò sul lupo costringendolo ad un tremendo combattimento; infine il leale cane di Valinor fu ucciso dal nemico, ma a propria volta lo ferì a morte.
Quando la sua pancia fu aperta per estrarre il Silmaril, i presenti videro che era divorata dal fuoco.
Carcharoth è il nome datogli dagli Eldar e significa fauci rosse; un altro suo nome è Anfauglir, che si traduce come fauci riarse.

### Huan
Huan è un cane donato dal Vala Oromë a Celegorm, figlio di Fëanor. Questo levriero era di statura notevolmente maggiore rispetto ai suoi simili e aveva il potere di parlare per tre volte per dare consigli prima di esalare l'ultimo respiro.
Huan, dopo travagliate avventure al fianco del suo padrone, abbandonò i figli di Fëanor per aiutare Beren e Lúthien a recuperare un Silmaril dalla corona di Morgoth. Durante la prigionia di Lúthien a Nargothrond parla per la prima volta spiegandole il piano per fuggire. Lúthien, cavalcando Huan, giunse in Tol-in-Gaurhoth, dimora di Sauron, per salvare dalla prigionia il suo amato Beren.
Huan uccise ad uno ad uno i mannari sguinzagliati da Sauron per arrestare la sua furia e anche Sauron stesso, tramutatosi in mannaro, dovette cedere alla sua potenza. Beren, Lúthien e Huan infine uccisero Draugluin il mannaro e Thuringwethil il pipistrello e, camuffandosi con le loro pelli, giunsero fino ad Angband, dimora di Morgoth. prima di questo Huan parla per la seconda volta, adesso a Beren, dandogli consigli sul suo destino.
Qui Lúthien, che in quanto figlia di Thingol (un Eldar) e Melian la Maia possedeva poteri soprannaturali, stese un velo di oblio su Morgoth e gli altri del suo regno (tra i quali anche Carcharoth, il mannaro di guardia al cancello di Angband). In seguito Carcaroth stesso riuscì a strappare il Silmaril dalla mano di Beren, mozzandogliela di netto. Ma, dato che i Silmaril non potevano essere toccati da alcun essere malvagio al quale avrebbero bruciato le carni, ciò lo portò, furibondo e impazzito dal dolore, a mietere vittime per tutto il Beleriand.
Successivamente, dopo il ritorno di Lúthien e Beren in Doriath, Huan aiutò Thingol, Beleg, Mablung e lo stesso Beren nella ricerca di Carcharoth. Il levriero, dopo un lungo combattimento, uccise il mannaro e spirò con Beren, mentre parlava per la terza e ultima volta dicendogli addio.

### Tevildo
(J.R.R. Tolkien, Racconti perduti)
Tevildo (per intero Tevildo Vardo Meoita) si tratta del malvagio Principe dei Gatti, al servizio di Morgoth (Melkor). Compare solo nei Racconti perduti, in una versione primitiva del racconto di Beren e Lúthien.
(J.R.R. Tolkien, Racconti perduti)
Tevildo, benché nominato in altri punti dei Racconti, appare solo nella storia di Beren e Lúthien, la famosa coppia impegnata nella Cerca dei Silmaril incastonati nella Corona ferrea di Morgoth. Compare come nemico di Huan il cane, ed entrambi sono molto più grandi e potenti dei comuni animali domestici.
I gatti hanno la loro tana non lontano dall'entrata del palazzo di Melkor: all'arrivo di Lúthien, Tevildo e due suoi sottoposti, Oikreroi et Miaüle, l'accolgono poiché la fanciulla dichiara di aver visto il loro nemico Huan ferito in un bosco vicino; troppo felici di quest'occasione di liberarsene, i gatti cadono nella trappola: Tevildo, imprigionato su un albero, deve rivelare la formula magica creata da Melkor alla quale i gatti devono la loro forza, e che una volta pronunciata da Tinuviel li fa rimpicciolire: e da allora i cani sono tuttora più grossi dei gatti... ma questi ancor oggi si arrampicano imprudentemente sugli alberi.
Sarebbe possibile però che Tevildo, lui solo, avesse conservato la sua taglia originaria: se accettiamo l'ipotesi che Tevildo è un Maia, come sembrerebbe indicare la frase secondo la quale esso sarebbe uno spirito malefico incarnatosi in un gatto, non avrebbe bisogno di nessun sortilegio di Melko per ingigantire la sua apparenza.
L'episodio di Tevildo sarà poi abbandonato nelle versioni successive della storia di Beren e Lúthien, poi sfociate nel Silmarillion.